# Smiley (serie de televisión)
Smiley es una serie de televisión española de comedia romántica, hablada de forma bilingüe en castellano y catalán, basada en la obra de teatro homónima de Guillem Clua, quien también ejerce de showrunner, actuada por Ramón Pujol  y Aitor Merino. Está producida por Minoria absoluta para Netflix, y protagonizada por Carlos Cuevas y Miki Esparbé. Se estrenó en la plataforma el 7 de diciembre de 2022.

## Trama
Smiley se centra en Álex (Carlos Cuevas), un adicto al gimnasio y apasionado por la música electrónica, y Bruno (Miki Esparbé), un chico soñador y romántico. Los dos sueñan con una relación que vaya más allá de un rollo de una sola noche. Un día se conocen debido a una equivocación y lo que empieza siendo una cita acaba teniendo una mayor trascendencia.

## Reparto
- Carlos Cuevas como Álex
- Miki Esparbé como Bruno Merino
- Pepón Nieto como Javier / Keena Mandrah
- Meritxell Calvo como Verónica "Vero"
- Giannina Fruttero como Patricia
- Eduardo Lloveras como Albert Costa
- Ruth Llopis como Núria Sunyer
- Amparo Fernández como Rosa
- Carles Sanjaime como Ramiro
- Ramón Pujol como Ramón Martínez
- Pep Munné como Salvador Sunyer
- Pilar Martínez como Dolo
- Cedrick Mugisha como Ibra Ndiongue
- María Isabel Díaz Lago como Yessenia.

## Episodios
| N.º en serie | N.º en temp. | Título                                   | Dirigido por        | Escrito por  | Fecha de lanzamiento original |
| ------------ | ------------ | ---------------------------------------- | ------------------- | ------------ | ----------------------------- |
| 1            | 1            | «Cuando Álex encontró a Bruno»           | Marta Pahissa       | Guillem Clua | 7 de diciembre de 2022        |
| 2            | 2            | «Las alas de Ícaro»                      | Marta Pahissa       | Guillem Clua | 7 de diciembre de 2022        |
| 3            | 3            | «La fiera de mi niña»                    | David Martín-Porras | Guillem Clua | 7 de diciembre de 2022        |
| 4            | 4            | «Volver a empezar»                       | David Martín-Porras | Guillem Clua | 7 de diciembre de 2022        |
| 5            | 5            | «Cada oveja en su corral»                | Marta Pahissa       | Guillem Clua | 7 de diciembre de 2022        |
| 6            | 6            | «Un grado de separación»                 | Marta Pahissa       | Guillem Clua | 7 de diciembre de 2022        |
| 7            | 7            | «Cinco minutos antes de la cuenta atrás» | David Martín-Porras | Guillem Clua | 7 de diciembre de 2022        |
| 8            | 8            | «El hilo rojo»                           | David Martín-Porras | Guillem Clua | 7 de diciembre de 2022        |

## Producción
A finales de octubre de 2021, Netflix España anunció en la presentación de sus próximos proyectos españoles, entre otras novedades, una adaptación a serie de la obra treatral Smiley de Guillem Clua, que estaría producida por la productora catalana Minoria absoluta. En marzo de 2022, se confirmó que Carlos Cuevas y Miki Esparbé serían los protagonistas de la serie. Después de completar el reparto, el rodaje de la serie comenzó en mayo de 2022, en la ciudad de Barcelona.
En un principio, Minoria absoluta solicitó a Netflix producir la serie íntegramente en catalán, lo cual la convertiría en la primera serie de Netflix producida en el idioma. Finalmente, se confirmó que estaría hablada dualmente en castellano y catalán, con un doblaje en catalán al completo interpretado por los mismos actores.

## Lanzamiento
El 17 de octubre de 2022, Netflix sacó un teaser trailer de la serie, confirmando que se estrenaría en la temporada navideña de 2022. El 17 de noviembre de 2022, Netflix concretó que se estrenaría el 7 de diciembre de 2022, además de sacar el póster de la serie.